# ATP Challenger Tour 2025
In der folgenden Tabelle werden die Turniere der professionellen Herrentennis-Saison 2025 der ATP Challenger Tour dargestellt. Sie besteht aus Turnieren mit einem Preisgeld zwischen 60.000 und 231.150 US-Dollar, die Turniersieger gewinnen zwischen 50 und 175 Weltranglistenpunkte. Es ist die 49. Ausgabe des Challenger-Turnierzyklus und die 17. unter dem Namen ATP Challenger Tour. In der Regel wird vor den Turnieren eine Qualifikation mit 24 Spielern gespielt, aus denen sich sechs einen Platz für das Hauptfeld sichern.

## Turnierplan

### Januar
| Datum1 | Ort            | Turnier                             | Kategorie | Belag3        | Sieger Einzel             | Sieger Doppel                          |
| ------ | -------------- | ----------------------------------- | --------- | ------------- | ------------------------- | -------------------------------------- |
| 30.12. | Canberra       | Workday Canberra International      | 125       | Hartplatz     | João Fonseca              | Ryan Seggerman Eliot Spizzirri         |
| 30.12. | Nouméa         | BNC Tennis Open                     | 100       | Hartplatz     | Shintarō Mochizuki        | Blake Bayldon Colin Sinclair           |
| 30.12. | Nonthaburi     | Bangkok Open I                      | 075       | Hartplatz     | Aslan Karazew             | Kokoro Isomura Riō Noguchi             |
| 06.01. | Nonthaburi     | Bangkok Open II                     | 075       | Hartplatz     | Riō Noguchi               | Ray Ho Neil Oberleitner                |
| 06.01. | Nottingham     | Lexus Nottingham Challenger         | 075       | Hartplatz (i) | Viktor Durasovic          | Jonáš Forejtek Michael Vrbenský        |
| 06.01. | Oeiras         | Oeiras Indoor I                     | 075       | Hartplatz (i) | Hamad Međedović           | George Goldhoff Trey Hilderbrand       |
| 13.01. | Oeiras         | Oeiras Indoor II                    | 100       | Hartplatz (i) | Aleksandar Kovacevic      | Mili Poljičak Matej Sabanov            |
| 13.01. | Nonthaburi     | Bangkok Open III                    | 075       | Hartplatz     | Brandon Holt              | Ray Ho Neil Oberleitner                |
| 13.01. | Tigre          | AAT Challenger Santander Tigre      | 050       | Sand          | Juan Pablo Varillas       | Mariano Kestelboim Gonzalo Villanueva  |
| 20.01. | Quimper        | Open Quimper Bretagne Occidentale   | 125       | Hartplatz (i) | Sascha Gueymard Wayenburg | Sadio Doumbia Fabien Reboul            |
| 20.01. | Oeiras         | Oeiras Indoor III                   | 100       | Hartplatz (i) | Alexander Blockx          | Liam Draxl Cleeve Harper               |
| 20.01. | Punta del Este | Punta del Este Open                 | 075       | Sand          | Daniel Elahi Galán        | Gustavo Heide João Lucas Reis da Silva |
| 27.01. | Koblenz        | Koblenz Open                        | 100       | Hartplatz (i) | Ugo Blanchet              | Jakub Paul David Pel                   |
| 27.01. | Piracicaba     | Brasil Tennis Challenger            | 100       | Sand          | Román Andrés Burruchaga   | Guido Andreozzi Orlando Luz            |
| 27.01. | Brisbane       | Brisbane QTC Tennis International I | 075       | Hartplatz     | Tristan Schoolkate        | Matthew Romios Colin Sinclair          |
| 27.01. | Cleveland      | Cleveland Open                      | 075       | Hartplatz (i) | Colton Smith              | Robert Cash JJ Tracy                   |

### Februar
| Datum1 | Ort         | Turnier                                        | Kategorie | Belag3        | Sieger Einzel        | Sieger Doppel                                  |
| ------ | ----------- | ---------------------------------------------- | --------- | ------------- | -------------------- | ---------------------------------------------- |
| 03.02. | Lille       | Play In Challenger                             | 125       | Hartplatz (i) | Arthur Bouquier      | Jakub Paul David Pel                           |
| 03.02. | Rosario     | YPF Rosario Challenger                         | 125       | Sand          | Camilo Ugo Carabelli | Marcelo Demoliner Fernando Romboli             |
| 03.02. | Chennai     | Chennai Open                                   | 100       | Hartplatz     | Kyrian Jacquet       | Shintarō Mochizuki Kaito Uesugi                |
| 03.02. | Brisbane    | Brisbane QTC Tennis International II           | 075       | Hartplatz     | Adam Walton          | Joshua Charlton Patrick Harper                 |
| 03.02. | Teneriffa   | Tenerife Challenger I                          | 075       | Hartplatz     | Pablo Carreño Busta  | Íñigo Cervantes Daniel Rincón                  |
| 10.02. | Manama      | Bahrain Ministry of Interior Tennis Challenger | 125       | Hartplatz     | Márton Fucsovics     | Witalij Satschko Beibit Schuqajew              |
| 10.02. | Neu-Delhi   | Delhi Open                                     | 075       | Hartplatz     | Kyrian Jacquet       | Masamichi Imamura Riō Noguchi                  |
| 10.02. | Teneriffa   | Tenerife Challenger II                         | 075       | Hartplatz     | Pablo Carreño Busta  | Alexander Merino Christoph Negritu             |
| 17.02. | Pau         | Teréga Open Pau–Pyrénées                       | 125       | Hartplatz (i) | Raphaël Collignon    | Jakob Schnaitter Mark Wallner                  |
| 17.02. | Pune        | Maha Open                                      | 100       | Hartplatz     | Dalibor Svrčina      | Jeevan Nedunchezhiyan Vijay Sundar Prashanth   |
| 17.02. | Glasgow     | Lexus Glasgow Challenger                       | 075       | Hartplatz (i) | Nicolai Budkov Kjær  | Daniel Cukierman Joshua Paris                  |
| 17.02. | Brazzaville | Brazzaville Challenger                         | 050       | Sand          | Geoffrey Blancaneaux | Mateo Barreiros Reyes Paulo Saraiva dos Santos |
| 24.02. | Bangalore   | Bengaluru Open                                 | 125       | Hartplatz     | Brandon Holt         | Anirudh Chandrasekar Ray Ho                    |
| 24.02. | San Diego   | San Diego Open                                 | 100       | Hartplatz     | Eliot Spizzirri      | Eliot Spizzirri Tyler Zink                     |
| 24.02. | Kigali      | Rwanda Challenger I                            | 075       | Sand          | Valentin Royer       | Jesper de Jong Max Houkes                      |
| 24.02. | Lugano      | Challenger Città di Lugano                     | 075       | Hartplatz (i) | Borna Ćorić          | Cleeve Harper David Stevenson                  |

### März
| Datum1 | Ort               | Turnier                                       | Kategorie | Belag3        | Sieger Einzel          | Sieger Doppel                             |
| ------ | ----------------- | --------------------------------------------- | --------- | ------------- | ---------------------- | ----------------------------------------- |
| 03.03. | Kigali            | Rwanda Challenger II                          | 100       | Sand          | Valentin Royer         | Siddhant Banthia Aleksandar Donski        |
| 03.03. | Córdoba           | AAT Challenger Santander Edición Córdoba      | 075       | Sand          | Thiago Agustín Tirante | Karol Drzewiecki Piotr Matuszewski        |
| 03.03. | Thionville        | Thionville Open                               | 075       | Hartplatz (i) | Borna Ćorić            | Jakub Paul David Pel                      |
| 03.03. | Hersonissos       | Crete Challenger I                            | 050       | Hartplatz     | Edas Butvilas          | Juan Carlos Prado Ángelo Mark Whitehouse  |
| 10.03. | Phoenix           | Arizona Tennis Classic                        | 175       | Hartplatz     | João Fonseca           | Marcel Granollers Horacio Zeballos        |
| 10.03. | Cap Cana          | República Dominicana Open                     | 175       | Hartplatz     | Aleksandar Kovacevic   | Gonzalo Escobar Diego Hidalgo             |
| 10.03. | Cherbourg         | Challenger La Manche – Cherbourg              | 075       | Hartplatz (i) | Pierre-Hugues Herbert  | Oleh Prychodko Witalij Satschko           |
| 10.03. | Santiago de Chile | Challenger de Santiago – Dove Men+Care        | 075       | Sand          | Daniel Elahi Galán     | Vasil Kirkov Matías Soto                  |
| 10.03. | Hersonissos       | Crete Challenger II                           | 050       | Hartplatz     | Dimitar Kusmanow       | Stefanos Sakellaridis Petros Tsitsipas    |
| 17.03. | Asunción          | Paraguay Open Babolat                         | 075       | Sand          | Emilio Nava            | Vasil Kirkov Matías Soto                  |
| 17.03. | Mérida            | Yucatán Open                                  | 075       | Sand          | Felipe Meligeni Alves  | Kilian Feldbausch Rodrigo Pacheco Méndez  |
| 17.03. | Murcia            | ATP Challenger Costa Cálida Región de Murcia  | 075       | Sand          | Carlos Taberner        | Grégoire Jacq Orlando Luz                 |
| 17.03. | Zadar             | Falkensteiner Punta Skala – Zadar Open        | 075       | Sand          | Borna Ćorić            | Zdeněk Kolář Neil Oberleitner             |
| 24.03. | Morelia           | Morelia Open                                  | 125       | Hartplatz     | Dmitri Popko           | Gonzalo Escobar Diego Hidalgo             |
| 24.03. | Neapel            | Napoli Tennis Cup                             | 125       | Sand          | Vít Kopřiva            | Alexander Erler Constantin Frantzen       |
| 24.03. | Girona            | Eurofirms Girona – Costa Brava Challenger     | 100       | Sand          | Marin Čilić            | Anirudh Chandrasekar David Vega Hernández |
| 24.03. | Concepción        | Dove Men+Care Concepción                      | 075       | Sand          | Emilio Nava            | Vasil Kirkov Matías Soto                  |
| 31.03. | Menorca           | Open Menorca                                  | 100       | Sand          | Vilius Gaubas          | Benjamin Hassan Sebastian Ofner           |
| 31.03. | Barletta          | Open Città della Disfida                      | 075       | Sand          | Dalibor Svrčina        | Alexander Merino Christoph Negritu        |
| 31.03. | Campinas          | Campeonato Internacional de Tênis de Campinas | 075       | Sand          | Tomás Barrios Vera     | Mariano Kestelboim Gonzalo Villanueva     |
| 31.03. | Morelos           | Morelos Open                                  | 075       | Hartplatz     | Marc-Andrea Hüsler     | Jody Maginley Alfredo Perez               |

### April
| Datum1 | Ort                   | Turnier                                   | Kategorie | Belag3    | Sieger Einzel              | Sieger Doppel                              |
| ------ | --------------------- | ----------------------------------------- | --------- | --------- | -------------------------- | ------------------------------------------ |
| 07.04. | Mexiko-Stadt          | Mexico City Open                          | 125       | Sand      | Felipe Meligeni Alves      | Santiago González Austin Krajicek          |
| 07.04. | Madrid                | Open Comunidad de Madrid                  | 100       | Sand      | Kamil Majchrzak            | Francisco Cabral Lucas Miedler             |
| 07.04. | Monza                 | Atkinsons Monza Open                      | 100       | Sand      | Raphaël Collignon          | Sander Arends Luke Johnson                 |
| 07.04. | Sarasota              | Elizabeth Moore Sarasota Open             | 075       | Sand      | Emilio Nava                | Robert Cash JJ Tracy                       |
| 14.04. | Busan                 | Busan Open                                | 125       | Hartplatz | Térence Atmane             | Riō Noguchi Yūta Shimizu                   |
| 14.04. | Oeiras                | Oeiras 4 Challenger 125                   | 125       | Sand      | Elmer Møller               | Karol Drzewiecki Piotr Matuszewski         |
| 14.04. | San Luis Potosí       | Banorte Tennis Open                       | 075       | Sand      | James Duckworth            | Iwan Ljutarewitsch Marcus Willis           |
| 14.04. | Tallahassee           | Tallahassee Tennis Challenger             | 075       | Sand      | Chris Rodesch              | Liam Draxl Cleeve Harper                   |
| 14.04. | Abidjan               | Cote d’Ivoire Open I                      | 050       | Hartplatz | Maximus Jones              | Matt Hulme Thijmen Loof                    |
| 21.04. | Gwangju               | Gwangju Open                              | 075       | Hartplatz | Jason Kubler               | Ray Ho Matthew Romios                      |
| 21.04. | Savannah              | Savannah Challenger                       | 075       | Sand      | Nicolás Mejía              | Federico Agustín Gómez Luis David Martínez |
| 21.04. | Abidjan               | Cote d’Ivoire Open II                     | 050       | Hartplatz | Eliakim Coulibaly          | Constantin Bittoun Kouzmine Aziz Ouakaa    |
| 21.04. | Rom                   | Roma Garden Open                          | 050       | Sand      | Matteo Gigante             | Erik Grevelius Adam Heinonen               |
| 21.04. | San Miguel de Tucumán | AAT Challenger Santander Edición Tucumán  | 050       | Sand      | Alex Barrena               | Conner Huertas del Pino Federico Zeballos  |
| 28.04. | Aix-en-Provence       | Open Aix Provence Crédit Agricole         | 175       | Sand      | Borna Ćorić                | Robert Cash JJ Tracy                       |
| 28.04. | Estoril               | Millennium Estoril Open                   | 175       | Sand      | Alex Michelsen             | Ariel Behar Joran Vliegen                  |
| 28.04. | Mauthausen            | Danube Upper Austria Open                 | 100       | Sand      | Cristian Garín             | Nico Hipfl Jérôme Kym                      |
| 28.04. | Guangzhou             | Guangzhou Nansha International Challenger | 075       | Hartplatz | Térence Atmane             | Ray Ho Matthew Romios                      |
| 28.04. | Ostrava               | Ostra Group Open                          | 075       | Sand      | Zsombor Piros              | Jan Jermář Stefan Latinović                |
| 28.04. | Porto Alegre          | ANO II Brasil Tennis Open                 | 050       | Sand      | Santiago Rodríguez Taverna | Juan Carlos Prado Ángelo Federico Zeballos |

### Mai
| Datum1 | Ort                 | Turnier                                   | Kategorie | Belag3    | Sieger Einzel              | Sieger Doppel                           |
| ------ | ------------------- | ----------------------------------------- | --------- | --------- | -------------------------- | --------------------------------------- |
| 05.05. | Wuxi                | Wuxi Open                                 | 100       | Hartplatz | Sun Fajing                 | Vasil Kirkov Bart Stevens               |
| 05.05. | Francavilla al Mare | Abruzzo Open Francavilla al Mare          | 075       | Sand      | Francesco Maestrelli       | Luis David Martínez Facundo Mena        |
| 05.05. | Prag                | Advantage Cars Prague Open                | 075       | Sand      | Filip Misolic              | Denys Moltschanow Matěj Vocel           |
| 05.05. | Santos              | Santos Brasil Tennis Cup                  | 050       | Sand      | Álvaro Guillén Meza        | Pedro Boscardin Dias Gonzalo Villanueva |
| 12.05. | Bordeaux            | BNP Paribas Primrose Bordeaux             | 175       | Sand      | Giovanni Mpetshi Perricard | Francisco Cabral Lucas Miedler          |
| 12.05. | Turin               | Piemonte Open Intesa Sanpaolo             | 175       | Sand      | Alexander Bublik           | Ariel Behar Joran Vliegen               |
| 12.05. | Oeiras              | Oeiras 5 Challenger                       | 100       | Sand      | Cristian Garín             | Andreas Mies David Vega Hernández       |
| 12.05. | Tunis               | Kia Tunis Open                            | 075       | Sand      | Zsombor Piros              | Hynek Bartoň Michael Vrbenský           |
| 12.05. | Zagreb              | Zagreb Open                               | 075       | Sand      | Dino Prižmić               | Matej Dodig Nino Serdarušić             |
| 12.05. | Bogotá              | Kia Open                                  | 050       | Sand      | Patrick Kypson             | Luís Britto Zdeněk Kolář                |
| 19.05. | Skopje              | Macedonian Open                           | 075       | Sand      | Jay Clarke                 | Andrew Paulson Michael Vrbenský         |
| 19.05. | Tiflis              | Mziuri Cup                                | 050       | Hartplatz | Saba Purzeladse            | Masamichi Imamura Naoki Tajima          |
| 26.05. | Little Rock         | UAMS Health Little Rock Open              | 075       | Hartplatz | Patrick Kypson             | Aziz Dougaz Antoine Escoffier           |
| 26.05. | Vicenza             | Internazionali di Tennis Città di Vicenza | 075       | Sand      | Tseng Chun-hsin            | Federico Bondioli Stefano Travaglia     |
| 26.05. | Chișinău            | Moldova Open                              | 050       | Hartplatz | Clément Chidekh            | Szymon Kielan Filip Pieczonka           |

### Juni
| Datum1 | Ort        | Turnier                                   | Kategorie | Belag3    | Sieger Einzel            | Sieger Doppel                               |
| ------ | ---------- | ----------------------------------------- | --------- | --------- | ------------------------ | ------------------------------------------- |
| 02.06. | Birmingham | Lexus Birmingham Open                     | 125       | Rasen     | Otto Virtanen            | Marcelo Demoliner Sadio Doumbia             |
| 02.06. | Heilbronn  | Neckarcup 2.0                             | 100       | Sand      | Ignacio Buse             | Vasil Kirkov Bart Stevens                   |
| 02.06. | Prostějov  | Unicredit Czech Open                      | 100       | Sand      | Hugo Dellien             | Petr Nouza Patrik Rikl                      |
| 02.06. | Tyler      | Texas Spine & Joint Men’s Championships   | 075       | Hartplatz | Wu Yibing                | Finn Reynolds James Watt                    |
| 09.06. | Ilkley     | Lexus Ilkley Open                         | 125       | Rasen     | Tristan Schoolkate       | Diego Hidalgo Patrik Trhac                  |
| 09.06. | Perugia    | Internazionali di Tennis Città di Perugia | 125       | Sand      | Andrea Pellegrino        | Romain Arneodo Manuel Guinard               |
| 09.06. | Bratislava | Bratislava Open                           | 100       | Sand      | Dino Prižmić             | Andrew Paulson Matěj Vocel                  |
| 09.06. | Lyon       | Open Sopra Steria de Lyon                 | 100       | Sand      | Marco Trungelliti        | Hsu Yu-hsiou Kaichi Uchida                  |
| 09.06. | Santa Fe   | AAT Challenger Santander Edición Santa Fe | 050       | Sand      | João Lucas Reis da Silva | Mariano Kestelboim Gonzalo Villanueva       |
| 16.06. | Nottingham | Lexus Nottingham Open                     | 125       | Rasen     | Marin Čilić              | Santiago González Austin Krajicek           |
| 16.06. | Sassuolo   | Emilia-Romagna Tennis Cup                 | 125       | Sand      | Carlos Taberner          | Matthew Romios Ryan Seggerman               |
| 16.06. | Posen      | Enea Poznań Open                          | 100       | Sand      | Filip Misolic            | Sergio Martos Gornés Vijay Sundar Prashanth |
| 16.06. | Royan      | Royan Atlantique Open                     | 050       | Sand      | Titouan Droguet          | Matej Dodig Nino Serdarušić                 |
| 16.06. | Santa Cruz | Bolivia Open                              | 050       | Sand      | Alex Barrena             | Mariano Kestelboim Gonzalo Villanueva       |
| 23.06. | Mailand    | Aspria Tennis Cup                         | 075       | Sand      | Marco Cecchinato         | Matthew Romios Ryan Seggerman               |
| 23.06. | Lima       | Lima Challenger                           | 050       | Sand      | Juan Carlos Prado Ángelo | Boris Arias Federico Zeballos               |
| 30.06. | Cary       | Cary Tennis Classic                       | 075       | Hartplatz | Rei Sakamoto             | Finn Reynolds James Watt                    |
| 30.06. | Brașov     | Ion Țiriac Challenger                     | 075       | Sand      | Francesco Maestrelli     | Wladyslaw Orlow Santiago Rodríguez Taverna  |
| 30.06. | Modena     | Modena Challenger                         | 075       | Sand      | Stefano Travaglia        | Federico Agustín Gómez Luis David Martínez  |
| 30.06. | Troyes     | Internationaux de Tennis de Troyes        | 050       | Sand      | Jan Choinski             | Mario Mansilla Díez Bruno Pujol Navarro     |

### Juli
| Datum1 | Ort              | Turnier                                  | Kategorie | Belag3    | Sieger Einzel         | Sieger Doppel                            |
| ------ | ---------------- | ---------------------------------------- | --------- | --------- | --------------------- | ---------------------------------------- |
| 07.07. | Braunschweig     | Brawo Open                               | 125       | Sand      | Mariano Navone        | Vasil Kirkov Bart Stevens                |
| 07.07. | Newport          | Hall of Fame Open                        | 125       | Rasen     | Zachary Svajda        | Robert Cash JJ Tracy                     |
| 07.07. | Iași             | Concord Iași Open                        | 100       | Sand      | Elmer Møller          | Szymon Kielan Filip Pieczonka            |
| 07.07. | Triest           | Città di Trieste Challenger              | 100       | Sand      | Matej Dodig           | Jakub Paul Matěj Vocel                   |
| 07.07. | Winnipeg         | Winnipeg National Bank Challenger        | 075       | Hartplatz | Liam Draxl            | Keshav Chopra Andres Martin              |
| 07.07. | Nottingham       | Lexus Nottingham Challenger III          | 050       | Rasen     | Jack Pinnington Jones | Scott Duncan James MacKinlay             |
| 14.07. | San Marino       | Internazionali di Tennis San Marino Open | 125       | Sand      | Lukáš Klein           | Karol Drzewiecki Ray Ho                  |
| 14.07. | Bunschoten       | Dutch Open Tournament                    | 075       | Sand      | Jan Choinski          | Michaël Geerts Tim Rühl                  |
| 14.07. | Granby           | Championnats Banque Nationale de Granby  | 075       | Hartplatz | August Holmgren       | Finn Reynolds James Watt                 |
| 14.07. | Pozoblanco       | Open Ciudad de Pozoblanco                | 075       | Hartplatz | Daniel Mérida         | Iñaki Montes de la Torre Sun Fajing      |
| 21.07. | Zug              | Dialectic Zug Open                       | 125       | Sand      | Lukáš Klein           | Finale wegen Regens abgebrochen          |
| 21.07. | Bloomfield Hills | Cranbrook Tennis Classic                 | 100       | Hartplatz | Mark Lajal            | Hsu Yu-hsiou Huang Tsung-hao             |
| 21.07. | Tampere          | Tampere Open                             | 075       | Sand      | Nicolai Budkov Kjær   | Christoph Negritu Wladyslaw Orlow        |
| 21.07. | Segovia          | Open Castilla y León                     | 075       | Hartplatz | George Loffhagen      | Matías Soto Federico Zeballos            |
| 28.07. | Porto            | Eupago Porto Open                        | 100       | Hartplatz | Moez Echargui         | George Goldhoff Ray Ho                   |
| 28.07. | Hagen            | Platzmann Open                           | 075       | Sand      | Yannick Hanfmann      | Hendrik Jebens Albano Olivetti           |
| 28.07. | Lexington        | Lexington Open                           | 075       | Hartplatz | Zachary Svajda        | Anirudh Chandrasekar Ramkumar Ramanathan |
| 28.07. | Liberec          | Svijany Open                             | 075       | Sand      | Gonzalo Bueno         | Andrew Paulson Michael Vrbenský          |
| 28.07. | Astana           | President’s Cup                          | 050       | Hartplatz | Nicolai Budkov Kjær   | Taisei Ichikawa Kokoro Isomura           |

### August
| Datum1 | Ort                 | Turnier                                | Kategorie | Belag3    | Sieger Einzel   | Sieger Doppel                       |
| ------ | ------------------- | -------------------------------------- | --------- | --------- | --------------- | ----------------------------------- |
| 04.08. | Bonn                | Bonn Open                              | 075       | Sand      | Jurij Rodionov  | Neil Oberleitner Mick Veldheer      |
| 04.08. | Chicago             | Chicago Challenger                     | 075       | Hartplatz | Michael Zheng   | Mac Kiger Ryan Seggerman            |
| 04.08. | Cordenons           | Serena Wines – Acqua Maniva Tennis Cup | 075       | Sand      | Dušan Lajović   | Andrew Paulson Michael Vrbenský     |
| 04.08. | Grodzisk Mazowiecki | Kozerki Open                           | 075       | Hartplatz | Kamil Majchrzak | Thijmen Loof Arthur Reymond         |
| 11.08. | Cancún              | Europcar Cancún Country Open           | 125       | Hartplatz | Dalibor Svrčina | Santiago González Jean-Julien Rojer |
| 11.08. | Sumter              | Serve First Open                       | 125       | Hartplatz | Mattia Bellucci | Ryan Seggerman Patrik Trhac         |
| 11.08. | Barranquilla        | Kia Open                               | 075       | Hartplatz | Arthur Fery     | Benjamin Kittay Cristian Rodríguez  |
| 11.08. | Todi                | Internazionali di Tennis Città di Todi | 075       | Sand      | Timofei Skatow  | Filippo Romano Jacopo Vasamì        |
| 11.08. | Hersonissos         | Crete Challenger III                   | 050       | Hartplatz | Rafael Jódar    | Filippo Moroni Stuart Parker        |
| 11.08. | Sofia               | Genesis Traiding Cup I                 | 050       | Sand      | Zdeněk Kolář    | Stefan Latinović Marat Scharipow    |
| 18.08. | Sofia               | Genesis Traiding Cup II                | 075       | Sand      |                 |                                     |
| 18.08. | Augsburg            | Schwaben Open                          | 050       | Sand      |                 |                                     |
| 18.08. | Hersonissos         | Crete Challenger IV                    | 050       | Hartplatz |                 |                                     |
| 25.08. | Como                | Como Lake Challenger                   | 075       | Sand      |                 |                                     |
| 25.08. | Mallorca            | Rafa Nadal Open                        | 075       | Hartplatz |                 |                                     |
| 25.08. | Porto               | CT Porto                               | 075       | Sand      |                 |                                     |
| 25.08. | Zhangjiagang        | International Challenger Zhangjiagang  | 075       | Hartplatz |                 |                                     |

### September
| Datum1 | Ort                  | Turnier                                      | Kategorie | Belag3        | Sieger Einzel | Sieger Doppel |
| ------ | -------------------- | -------------------------------------------- | --------- | ------------- | ------------- | ------------- |
| 01.09. | Genua                | AON Open Challenger Memorial Giorgio Messina | 125       | Sand          |               |               |
| 01.09. | Sevilla              | Copa Sevilla                                 | 125       | Sand          |               |               |
| 01.09. | Tulln                | NÖ Open                                      | 100       | Sand          |               |               |
| 01.09. | Shanghai             | Road to the Rolex Shanghai Masters           | 100       | Hartplatz     |               |               |
| 01.09. | Cassis               | Cassis Open Provence                         | 075       | Hartplatz     |               |               |
| 01.09. | Istanbul             | Istanbul Challenger Ted Open                 | 075       | Hartplatz     |               |               |
| 08.09. | Stettin              | Invest in Szczecin Open                      | 125       | Sand          |               |               |
| 08.09. | Guangzhou            | Guangzhou Huangpu International Tennis Open  | 100       | Hartplatz     |               |               |
| 08.09. | Rennes               | Open Blot Rennes                             | 100       | Hartplatz (i) |               |               |
| 08.09. | Winston-Salem        | Winston-Salem Challenger                     | 075       | Hartplatz     |               |               |
| 08.09. | Biella               | Città di Biella                              | 050       | Sand          |               |               |
| 08.09. | Târgu Mureș          | Intaro Open I                                | 050       | Sand          |               |               |
| 15.09. | Bad Waltersdorf      | LAYJET Open                                  | 125       | Sand          |               |               |
| 15.09. | Saint-Tropez         | Saint-Tropez Open                            | 125       | Hartplatz     |               |               |
| 15.09. | Columbus             | Columbus Challenger                          | 075       | Hartplatz (i) |               |               |
| 15.09. | Villa María          | AAT Challenger Santander Villa María         | 075       | Sand          |               |               |
| 15.09. | Târgu Mureș          | Intaro Open II                               | 050       | Sand          |               |               |
| 22.09. | Orléans              | CO’Met Orléans Open                          | 125       | Hartplatz (i) |               |               |
| 22.09. | Jingshan             | Jingshan Challenger                          | 100       | Hartplatz     |               |               |
| 22.09. | Lissabon             | Lisboa Belém Open                            | 100       | Sand          |               |               |
| 22.09. | Buenos Aires         | Buenos Aires Challenger                      | 075       | Sand          |               |               |
| 22.09. | Las Vegas            | Las Vegas Tennis Open                        | 075       | Hartplatz     |               |               |
| 29.09. | Alicante             | Alicante Ferrero Challenger                  | 100       | Hartplatz     |               |               |
| 29.09. | Antofagasta          | Dove Men+Care Antofagasta                    | 075       | Sand          |               |               |
| 29.09. | Braga                | Braga Open                                   | 075       | Hartplatz     |               |               |
| 29.09. | Mouilleron-le-Captif | Open de Vendée                               | 075       | Hartplatz (i) |               |               |
| 29.09. | Tiburon              | Tiburon Challenger                           | 075       | Hartplatz     |               |               |

### Oktober
| Datum1 | Ort             | Turnier                                    | Kategorie | Belag3        | Sieger Einzel | Sieger Doppel |
| ------ | --------------- | ------------------------------------------ | --------- | ------------- | ------------- | ------------- |
| 06.10. | Jinan           | Jinan Open                                 | 125       | Hartplatz     |               |               |
| 06.10. | Valencia        | Copa Faulcombridge                         | 125       | Sand          |               |               |
| 06.10. | Roanne          | Open Auvergne Rhône-Alpes de Roanne        | 100       | Hartplatz     |               |               |
| 06.10. | Cali            | Cali Challenger                            | 075       | Sand          |               |               |
| 06.10. | Hersonissos     | Crete Challenger V                         | 050       | Hartplatz     |               |               |
| 06.10. | Fairfield       | Taube/Kennedy – Grossman Solano Challenger | 050       | Hartplatz     |               |               |
| 13.10. | Olbia           | Olbia Challenger                           | 125       | Hartplatz     |               |               |
| 13.10. | Curitiba        | Copa International de Tênis                | 075       | Sand          |               |               |
| 13.10. | Lincoln         | Lincoln Challenger                         | 075       | Hartplatz (i) |               |               |
| 13.10. | Shenzhen        | Shenzhen Longhua Open                      | 075       | Hartplatz     |               |               |
| 13.10. | Hersonissos     | Crete Challenger VI                        | 050       | Hartplatz     |               |               |
| 20.10. | Costa do Sauípe | Costa do Sauípe Challenger                 | 125       | Sand          |               |               |
| 20.10. | Brest           | Open Brest Groupe Vert                     | 100       | Hartplatz (i) |               |               |
| 20.10. | Sioux Falls     | Marketbeat Open                            | 100       | Hartplatz (i) |               |               |
| 20.10. | Suzhou          | Suzhou Challenger                          | 075       | Hartplatz     |               |               |
| 20.10. | Hamburg         | Challenger Hamburg                         | 050       | Hartplatz (i) |               |               |
| 27.10. | Seoul           | Seoul Open Challenger                      | 100       | Hartplatz     |               |               |
| 27.10. | Bratislava      | Slovak Open                                | 075       | Hartplatz (i) |               |               |
| 27.10. | Charlottesville | Jonathan Fried Men’s Pro Challenger        | 075       | Hartplatz (i) |               |               |
| 27.10. | Guayaquil       | Challenger Ciudad de Guayaquil             | 075       | Sand          |               |               |
| 27.10. | Monastir        | Monastir Challenger                        | 050       | Hartplatz     |               |               |

### November
| Datum1 | Ort           | Turnier                                                     | Kategorie | Belag3        | Sieger Einzel | Sieger Doppel |
| ------ | ------------- | ----------------------------------------------------------- | --------- | ------------- | ------------- | ------------- |
| 03.11. | Helsinki      | HPP Open                                                    | 125       | Hartplatz (i) |               |               |
| 03.11. | Taipeh        | Taipei OEC Open                                             | 100       | Hartplatz (i) |               |               |
| 03.11. | Lima          | DirecTV Open Lima                                           | 075       | Sand          |               |               |
| 03.11. | Matsuyama     | Unicharm Trophy Ehime International Open Tennis             | 075       | Hartplatz     |               |               |
| 03.11. | Knoxville     | Knoxville Challenger                                        | 050       | Hartplatz (i) |               |               |
| 10.11. | Montevideo    | Uruguay Open                                                | 100       | Sand          |               |               |
| 10.11. | Brisbane      | Brisbane QTC Tennis International III                       | 075       | Hartplatz     |               |               |
| 10.11. | Champaign     | Paine Schwartz Partners Challenger                          | 075       | Hartplatz (i) |               |               |
| 10.11. | Drummondville | Challenger Banque Nationale de Drummondville                | 075       | Hartplatz (i) |               |               |
| 10.11. | Kōbe          | Hyogo Noah Challenger                                       | 075       | Hartplatz (i) |               |               |
| 10.11. | Lyon          | All In Open Auvergne Rhône-Alpes                            | 075       | Hartplatz (i) |               |               |
| 17.11. | Bergamo       | Trofeo Faip–Perrel                                          | 100       | Hartplatz (i) |               |               |
| 17.11. | Florianópolis | Circuito Banco BRB/Engie de Tênis Profissional – Engie Open | 075       | Sand          |               |               |
| 17.11. | Montemar      | Montemar Challenger ENE Construcción                        | 075       | Sand          |               |               |
| 17.11. | Yokohama      | Yokohama Keio Challenger                                    | 075       | Hartplatz     |               |               |
| 17.11. | Sydney        | Perpetual NSW Open                                          | 075       | Hartplatz     |               |               |
| 17.11. | Soma Bay      | Soma Bay Challenger                                         | 050       | Hartplatz     |               |               |
| 24.11. | Maia          | Maia Open                                                   | 100       | Sand (i)      |               |               |
| 24.11. | Temuco        | Challenger Dove Men+Care Temuco                             | 100       | Hartplatz     |               |               |
| 24.11. | Bogotá        | Bogotá Challenger (Los Lagartos)                            | 075       | Sand          |               |               |
| 24.11. | Playford City | City of Playford International                              | 075       | Hartplatz     |               |               |
| 24.11. | Hersonissos   | Crete Challenger VII                                        | 050       | Hartplatz     |               |               |
| 24.11. | Manama        | Manama Challenger 2                                         | 050       | Hartplatz     |               |               |

### Abgesagte Turniere
Folgende Turniere waren geplant, wurden aber noch vor der Austragung wieder aus dem Kalender gestrichen:
| Datum1 | Ort                        | Turnier                          | Kategorie | Belag3        |
| ------ | -------------------------- | -------------------------------- | --------- | ------------- |
| 20.01. | Ottignies-Louvain-la-Neuve | BW Open                          | 125       | Hartplatz (i) |
| 24.03. | Santiago de Querétaro      | Santiago de Querétaro Challenger | 125       | Hartplatz     |
| 24.03. | Hamilton                   | Hamilton Challenger              | 75        | Sand          |
| 15.09. | Sibiu                      | BCR Sibiu Open                   | 050       | Sand          |

- 1 Turnierbeginn (ohne Qualifikation)
- 2 Das Kürzel „(i)“ (= indoor) bedeutet, dass das betreffende Turnier in einer Halle ausgetragen wurde.

## Preisgeld und Weltranglistenpunkte
Ein Überblick über die Punktverteilung der jeweiligen Challenger-Kategorien seit der Saison 2025. Seit 2019 erhalten alle Spieler der Turniere Hospitality, das heißt kostenlose Unterbringung und Verpflegung. Um das Einkommen der Spieler auf der Challenger Tour aufzubessern schüttet die ATP ein Rekordpreisgeld von 28,5 Millionen US-Dollar in der Saison 2025 aus, 6,2 Millionen US-Dollar mehr als 2024, was eine Steigerung von 135 % gegenüber dem Jahr 2022 bedeutet.
| Turnierkategorie | Summe Preisgeld     | S   | F  | HF | VF | AF | 1R | erfolgr. Q | Finale Q |
| ---------------- | ------------------- | --- | -- | -- | -- | -- | -- | ---------- | -------- |
| Challenger 175   | $0231.150 €0210.150 | 175 | 90 | 50 | 25 | 13 | 0  | 6          | 3        |
| Challenger 125   | $0200.000 €0181.250 | 125 | 64 | 35 | 16 | 08 | 0  | 5          | 3        |
| Challenger 100   | $0160.000 €0145.250 | 100 | 50 | 25 | 14 | 07 | 0  | 4          | 2        |
| Challenger 75    | $0100.000 €0091.250 | 075 | 44 | 22 | 12 | 06 | 0  | 4          | 2        |
| Challenger 50    | $0060.000 €0054.000 | 050 | 25 | 14 | 08 | 04 | 0  | 3          | 1        |

- Erklärung Kopfzeile: S = Sieger; F = (unterlegener) Finalist; HF = Halbfinale erreicht (und dann ausgeschieden); VF = Viertelfinale; AF = Achtelfinale; 1R = Erste Runde; Q = Qualifikation.
- Paare im Doppel erhalten erst ab dem Viertelfinale Punkte.
- Punkte für die erfolgreiche Qualifikation erhält man zusätzlich zu den Punkten für die erreichte Runde.